# Питерка (пристанционный посёлок, Саратовская область)
Питерка — пристанционный посёлок в Питерском районе Саратовской области, в составе сельского поселения Агафоновское муниципальное образование.
Посёлок расположен в центральной части района на правом берегу реки Малый Узень. В посёлка находится железнодорожная станция Питерка (на тупиковой линии Красный Кут — Александров Гай Приволжской железной дороги).

## История
Посёлок станции Питерка упоминается в Списке населённых мест Самарской губернии 1910 года. Согласно Списку станция Питерка относилась к Моршанской волости Новоузенского уезда, здесь проживали 33 мужчины и 26 женщин.
В 1919 году в составе Новоузенского уезда населённый пункт передан Саратовской губернии.
Во время Великой Отечественной войны, в посёлке и в селе Моршанка Саратовской области дислоцировалось Симферопольское интендантское училище находившееся в составе Приволжского военного округа.

## Население
| 2002 | 2010 |
| ---- | ---- |
| 653  | ↘542 |

Динамика численности населения по годам:
| Годы      | 1910 | 1987 | 2002 |
| --------- | ---- | ---- | ---- |
| Население | 59   | ≈720 | 649  |